# 日本道路公団
日本道路公団（にほんどうろこうだん、英語: Japan Highway Public Corporation、略称：JH）は、かつて日本に存在した、主として日本の高速道路・有料道路（高速自動車国道及びバイパス道路）の建設、管理を行っていた特殊法人。

## 概要

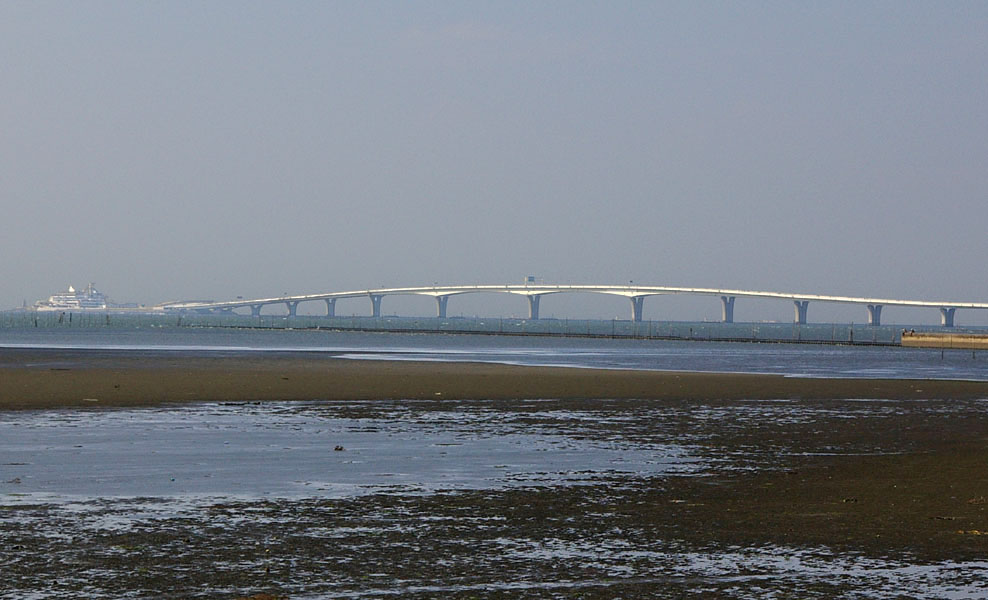
東京湾アクアライン

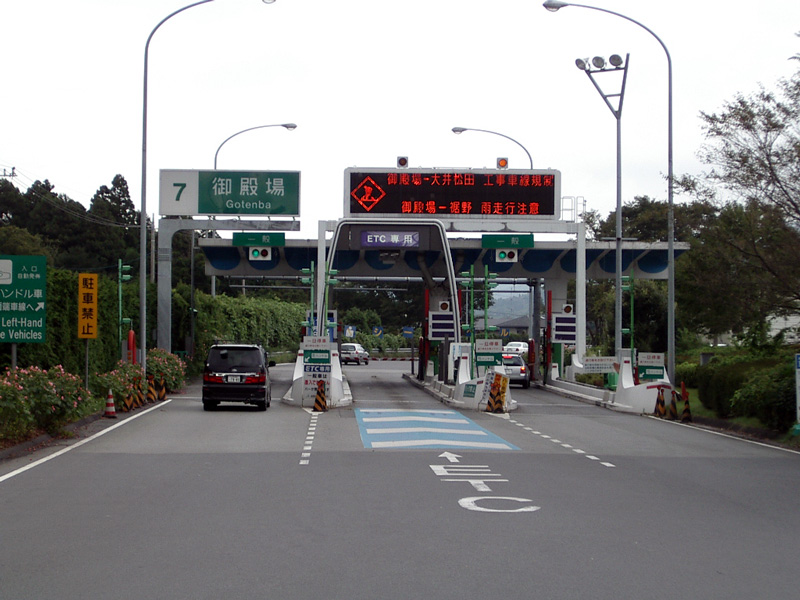
東名高速道路御殿場インターチェンジ

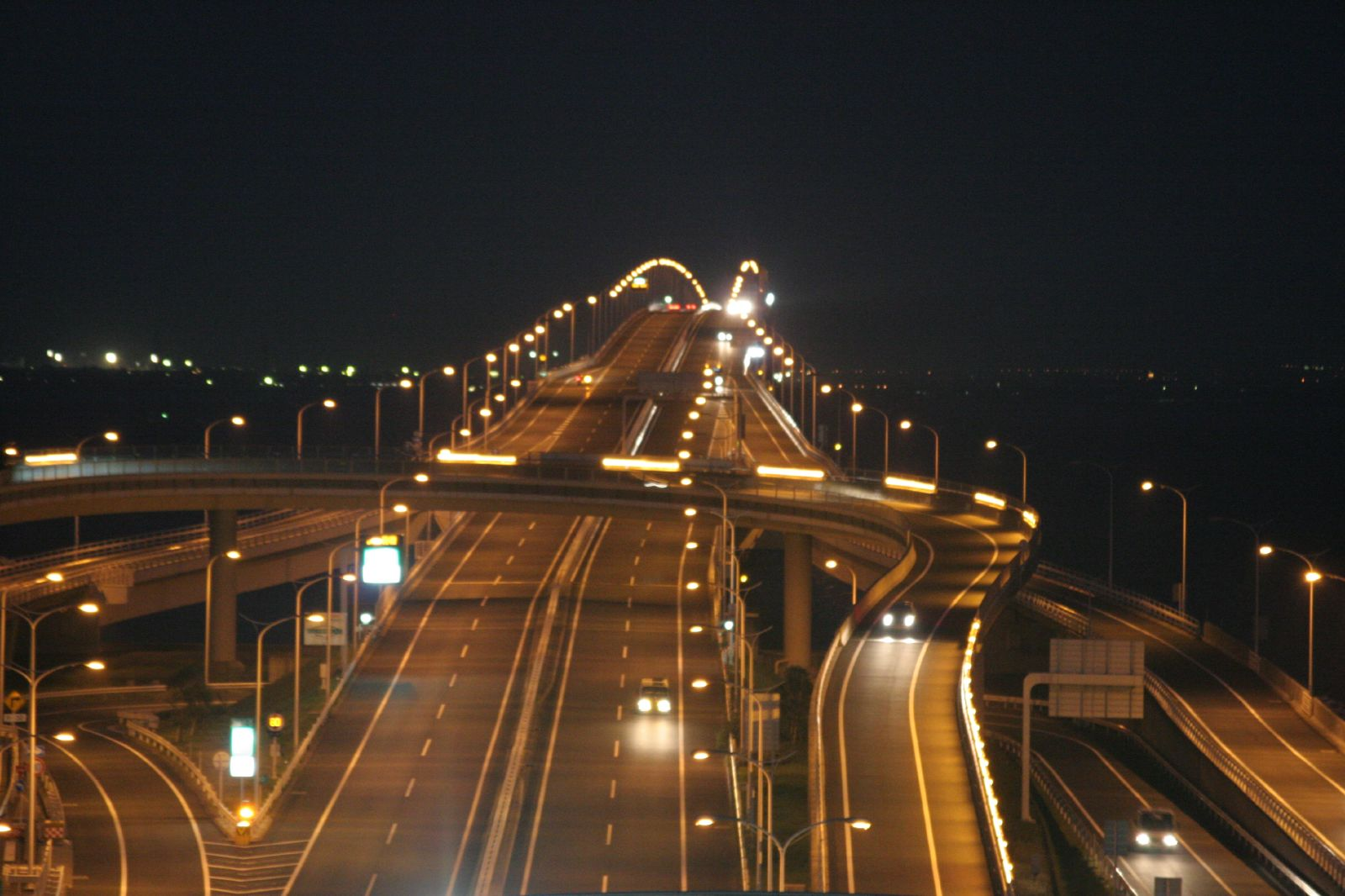
海ほたるパーキングエリアから見た東京湾アクアラインの夜景(木更津方面)

1956年（昭和31年）4月16日に日本道路公団法に基づき設立された。公団の資本金は全額日本国政府が出資した。
その後、数十年間にわたり日本の有料道路の建設及び管理に当たってきたが、1990年代になり、天下り、談合、道路族議員の暗躍、ファミリー企業、随意契約など、隠れた利権の温床として、負債が雪だるま式に膨らむ「第2の国鉄」と言われ、自由主義経済の原理に反する特殊法人の異常な実態が明らかになるにつれ、道路関係四公団（当公団と首都高速道路公団、阪神高速道路公団、本州四国連絡橋公団）は「その代表例」として、世論の非難を浴びるようになった。
不透明な利権を排し、無責任な放漫経営体質を改める目的で、2001年（平成13年）の小泉内閣発足とともに民営化の計画を始め、2002年（平成14年）12月に道路関係四公団民営化推進委員会を設置。6日に内閣総理大臣宛の「意見書」を提出し、本格的な民営化の議論が始まった。
その後、委員の大半が途中辞任するなど紆余曲折を経て、2004年（平成16年）6月9日に道路関係四公団民営化関係四法案（高速道路株式会社法、独立行政法人日本高速道路保有・債務返済機構法、日本道路公団等の民営化に伴う道路関係法律の整備等に関する法律、日本道路公団等民営化関係法施行法）が可決・成立され、民営化が決定した。
2005年（平成17年）6月1日に、道路関係四公団民営化関係法令が公布され、同年10月1日に道路関係四公団民営化会社と日本高速道路保有・債務返済機構が発足した。
この日の日本道路公団分割民営化に伴い、同公団の業務のうち、施設の管理運営や建設については、東日本高速道路（NEXCO東日本）・中日本高速道路（NEXCO中日本）・西日本高速道路（NEXCO西日本）に、保有施設及び債務は他の道路関係四公団とともに独立行政法人日本高速道路保有・債務返済機構に分割・譲渡された。これら会社・機構の発足とともにほぼ50年続いた当公団は解散した。
なお、公団解散直前のコーポレートスローガンは「ヒューマンロードで未来を結ぶ」だった。

## 業務
高速自動車国道の設計・建設、有料道路の管理のほか、以下の業務を行うものとされていた。
- 有料の自動車駐車場の建設・管理
- 高速自動車国道のサービスエリア・パーキングエリアなどにおける道路サービス施設の建設・管理
- 関連するトラックターミナルなどの建設・管理

旧道路整備特別措置法によると、国土交通大臣は日本道路公団のみに対し、高速自動車国道法に規定する整備計画に基く高速自動車国道の新設又は改築を行わせ（施行命令）、料金を徴収させることができた。したがって、高速自動車国道を有料道路として管理できるのは日本道路公団だけだった。
公団は、これらをふまえて策定した工事実施計画書や料金及び料金の徴収期間につき、あらためて国土交通大臣の認可をうけ、建設・管理した。
また、一般国道等については国土交通大臣の許可があれば一般有料道路として管理ができた。

## 財務及び会計
公団は事業年度毎に国土交通大臣から、予算等の認可、財務諸表の承認をうけた。一方、資金の借入のほか、道路債券の発行をおこない、政府の貸付や債券引受、さらには債務保証も認められた。
公団が民間企業同様に試算した平成16年度末の資産合計は33.0兆円、負債合計は28.6兆円であった。

## 汚職事件

### 1998年 大蔵OB贈収賄事件
1998年、公団の外債発行に対し野村證券から賄賂を受け取ったとして、公団の経理担当理事（大蔵省OB）が野村證券の元副社長らと共に贈収賄の罪で逮捕された。

### 2005年 橋梁工事官製談合事件
2005年、元公団職員が発注先に天下りし、OBによる談合組織「かずら会」を組織しての官製談合を行なっていた橋梁談合事件が発覚。
2004年度公団発注の新東名高速道路の橋梁工事について、公団副総裁と理事は分割発注を職員に指示し、これにより公団に損害を負わせた背任行為が摘発された。
- 内田道雄公団副総裁 - 2005年7月、東京地検特捜部は公団発注の橋梁工事について独占禁止法違反容疑で副総裁を逮捕[7]。2010年9月に最高裁は上告を棄却、懲役2年6か月・執行猶予4年の一審判決が確定[8]。
- 公団理事 - 2010年7月、最高裁は金子恒夫公団元理事の上告を棄却、懲役2年執行猶予3年の一審判決が確定[9] 。
- 公団元理事 - 神田創造元理事、横河ブリッジ顧問。独禁法違反罪で有罪確定[10]。
- 橋梁メーカー 横河ブリッジ・三菱重工業・石川島播磨重工業 を  公正取引委員会が独占禁止法違反の疑いで刑事告発。国土交通省は8か月以上の指名停止処分を下した[11]。

## 歴代総裁
1. 岸道三　1956年4月16日 - 1962年3月14日
2. 上村健太郎　1962年3月20日 - 1966年4月30日
3. 富樫凱一　1966年5月1日 - 1970年6月4日
4. 前田光嘉　1970年6月5日 - 1978年11月30日
5. 高橋国一郎　1978年12月1日 - 1986年4月30日
6. 宮繁護　1986年5月1日 - 1991年5月15日
7. 鈴木道雄　1991年5月16日 - 1998年7月7日
8. 緒方信一郎　1998年7月7日 - 2000年6月20日
9. 藤井治芳　2000年6月20日 - 2003年10月27日
10. 近藤剛　2003年11月20日 - 2005年9月30日

## 日本全国の支社・建設局・管理局一覧（民営化前日まで）

### 支社
- 北海道支社
- 東北支社
- 北陸支社（2005年（平成17年）7月1日から民営化前日までは関東第一支社新潟管理局、中部支社金沢管理局）
- 中部支社
- 関西支社
- 中国支社
- 四国支社
- 九州支社

### 建設局
- 東京建設局（2005年（平成17年）7月1日から民営化前日までは関東第一支社・関東第二支社）
- 静岡建設局（2005年（平成17年）7月1日から民営化前日までは関東第二支社）

### 管理局
- 東京管理局（2005年（平成17年）7月1日から民営化前日までは関東第二支社）
  - 東局（岩槻IC内）（2005年（平成17年）7月1日から民営化前日までは関東第一支社）
  - 西局（2005年（平成17年）7月1日から民営化前日までは関東第二支社八王子管理局）

## 管理していた道路
民営化前日までに管理していた道路は以下のとおり。

### 一般有料道路

#### 高規格幹線道路
A'は、高速自動車国道に並行する一般国道自動車専用道路。
- 深川沼田道路（深川留萌自動車道）
- 苫東道路（日高自動車道）
- 百石道路（A' - 東北縦貫自動車道八戸線）
- 秋田外環状道路（秋田自動車道、A' - 東北横断自動車道釜石秋田線）
- 琴丘能代道路（秋田自動車道、A' - 日本海沿岸東北自動車道）
- 湯沢横手道路（A' - 東北中央自動車道）
- 仙塩道路（三陸自動車道、三陸縦貫自動車道）
- 矢本石巻道路（三陸自動車道、三陸縦貫自動車道）
- 仙台東部道路（A' - 常磐自動車道）
- 仙台北部道路（A' - 常磐自動車道）
- 米沢南陽道路（A' - 東北中央自動車道）
- 東水戸道路（A' - 北関東自動車道）
- 圏央道（首都圏中央連絡自動車道）
- 京葉道路（A' - 東関東自動車道館山線）
- 千葉東金道路（首都圏中央連絡自動車道）
- 富津館山道路（A' - 東関東自動車道館山線）
- 安房峠道路（中部縦貫自動車道）
- 東海環状自動車道
- 伊勢湾岸道路（伊勢湾岸自動車道、A' - 第二東海自動車道、近畿自動車道名古屋神戸線）
- 京都第二外環状道路（京滋バイパス、京都縦貫自動車道）
- 京都丹波道路（京都縦貫自動車道）
- 京奈道路（京奈和自動車道）
- 湯浅御坊道路（A' - 近畿自動車道紀勢線）
- 米子道路（山陰道、A' - 山陰自動車道）
- 安来道路（山陰道、A' - 山陰自動車道）
- 江津道路（山陰道、A' - 山陰自動車道）
- 広島岩国道路（A' - 山陽自動車道）
- 今治小松道路（今治小松自動車道）
- 高松東道路（高松自動車道、A' - 四国横断自動車道）
- 椎田道路（A' - 東九州自動車道）
- 宇佐別府道路（A' - 東九州自動車道）
- 武雄佐世保道路（西九州自動車道）
- 佐世保道路（西九州自動車道）
- 延岡南道路（A' - 東九州自動車道）
- 隼人道路（A' - 東九州自動車道）
- 八代日奈久道路（南九州西回り自動車道）
- 鹿児島道路（南九州西回り自動車道）
- 南風原道路（那覇空港自動車道の一部区間）

#### 地域高規格道路
- 東京湾横断・木更津東金道路（東京湾アクアライン）
- 第三京浜道路
- 横浜新道
- 横浜横須賀道路
- 新湘南バイパス
- 京滋バイパス
- 第二京阪道路
- 第二神明道路
- 南阪奈道路
- 広島呉道路
- 日出バイパス（大分空港道路）

#### その他の道路
- 八王子バイパス（国道16号）
- 西湘バイパス（国道1号）
- 小田原厚木道路（国道271号）
- 箱根新道（国道1号）
- 東富士五湖道路（国道138号）
- 西富士道路（国道139号）
- 八木山バイパス（国道201号）
- 長崎バイパス（国道34号）
- 関門トンネル（国道2号）

#### その他自動車交通施設
- 日比谷自動車駐車場
- 福岡中央自動車駐車場

### 民営化以前に引継ぎがなされた道路
- 阿蘇登山道路 - 1970年7月1日、熊本県・阿蘇登山有料道路
- 磐梯吾妻道路 - 1972年1月1日、福島県道路公社
- 第二磐梯吾妻道路 - 1972年10月20日（開通と同時）、福島県道路公社
- 伊勢道路 - 1973年8月1日、三重県道路公社
- 白浜道路 - 1981年6月1日、和歌山県
- 知多半島道路 - 1983年6月1日、愛知県道路公社
- 大島大橋 - 1987年6月1日、山口県道路公社
- 尾道大橋 - 1988年2月1日、本州四国連絡橋公団
- 北九州道路 - 1991年3月31日、福岡北九州高速道路公社・北九州高速4号線
- 北九州直方道路 - 1991年3月31日、福岡北九州高速道路公社・北九州高速4号線
- 浦戸大橋 - 1997年2月1日、高知県道路公社
- 日光宇都宮道路 - 2005年6月28日、栃木県道路公社
- 真鶴道路 - 2005年9月30日、神奈川県道路公社
- 若戸大橋 - 2005年9月30日、北九州市

このほか以下の渡船施設を一般有料道路として管理していたが、いずれもすでに事業譲渡または事業廃止されている。
- 厚岸フェリー - 1972年9月11日、事業廃止
- 鳴門フェリー - 1978年6月14日、事業廃止
- 明石フェリー - 1986年11月20日、事業譲渡（明岩海峡フェリー株式会社、その後明石淡路フェリーに譲渡され現在に至る）
- 国道九四フェリー - 1988年4月1日、事業譲渡（国道九四フェリー株式会社）

## ロゴマーク
- 初期からCI制定前には下部に地平線へ続く道と大地、上部に丸くデザイン化された「公」のマークをあしらった円形のマークを用いていた。
- 1991年10月にはCI活動「STEP-21!」の一環として設立35周年に合わせ原田進のデザインによるコミュニケーションネーム「JH」（Japan Highway）のロゴマークを制定[12]、日本列島の東西両方から向かい合い走る車をモチーフとしたデザインで、高速道路が情報化社会の時間と距離を短縮するとともにコミュニケーションを実現する空間をイメージしたものとした[13]。